# Drosophila contorta
Drosophila contorta är en tvåvingeart som beskrevs av Elmo Hardy 1965. Drosophila contorta ingår i släktet Drosophila och familjen daggflugor.
Artens utbredningsområde är Hawaii.